# 広島宝塚1・2・3
広島宝塚（ひろしまたからづか）は、広島市中区（中央通り）にかつて存在した東宝系の映画館である。
建物名は「広島宝塚会館」。映画館以外に、吉野家や土間土間、古着屋のSPINNSなどのテナントも入居していたため、テナントビルとしても知名度があった。
経営・運営は東宝グループの関西共栄興行株式会社が行っていた。
閉館後は解体され、現在は広島東宝ビルとして、広島パルコと広島ワシントンホテルが入るビルとなっている。

## 概要
1949年、地元有志が東宝と提携し、『新天地株式会社』（当初は広島東宝劇場株式会社）が設立され、1951年9月22日、総工事費2千5百万円をかけて『新天地劇場』が開場した。当初は映画上映と実演興行を交互に行う劇場だったが、1952年8月に東宝に経営権が移り『広島宝塚劇場』になる。1971年8月に閉館時まで使われる建物に建て替えられ、最盛期には4スクリーンを有する映画館だった。
広島県内における東宝系のチェーンマスターとして数々のヒット作を上映したが、シネコン時代になると、ドラえもんやクレヨンしんちゃん、ポケットモンスターといったアニメ映画シリーズ作品は宝塚1・2・3では上映されず、近隣のシネマコンプレックスでの上映に移行していた。また、2009年9月6日に広島スカラ座が、11月13日に広島東映・ルーブルが閉館したため、松竹東急系の洋画と邦画作品（例：『おとうと』『ソーシャル・ネットワーク』等）も一部上映されるなど、番組編成が徐々にフリー化していった。
そして映画上映方式がデジタルへと移行しつつあった2011年6月に同年8月末での閉館を発表。8月31日、午後6時42分終映の『コクリコ坂から』を持って閉館した。最後まで35mmフィルム上映を貫いた広島宝塚の閉館で、広島市内から序破急（シネツイン・サロンシネマ・八丁座）や成人館などを除いて、広島市中心部から大手映画会社系映画館は消滅した。
2011年9月27日に東宝が跡地利用計画を発表した。これまでの建物を取り壊し、地下1階地上14階の広島東宝ビルを建築。1階から3階には広島パルコが広島ZERO GATEを出店。本館・新館に次いで3館目になる。4階から14階には、藤田観光が運営する広島ワシントンホテルが入居
。そして2013年10月10日に広島東宝ビルが完成し、広島ZERO GATE（広島パルコ）及び、ワシントンホテルがオープンした。

## 沿革

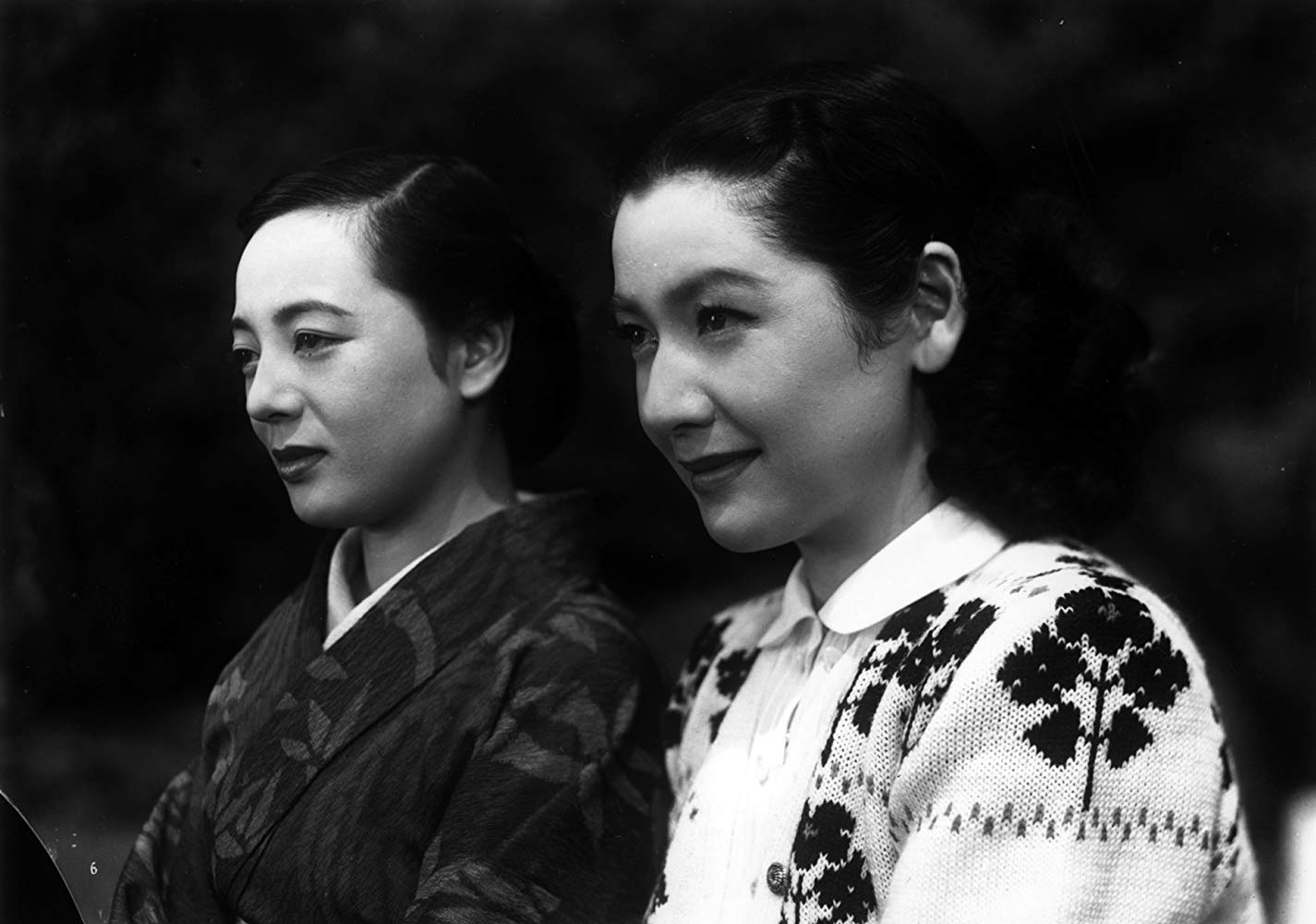
開館番組だった『麦秋』（1951年）

解体工事中の様子。

- 1951年9月22日 - 前身となる「新天地劇場」がオープン。こけら落としは小津安二郎監督の『麦秋』。
- 1952年8月31日 - 東宝に経営が譲られ「広島宝塚劇場」と改称。
- 1971年8月2日 - 全面改築し、「広島宝塚劇場」（3階）、「宝塚地下劇場」（地下1階。後に「広島東宝」となる）の2館体制となる。
- 1987年3月1日 - ミニシアター「広島宝塚2」を新設。これに伴い宝塚劇場は「広島宝塚1」に、広島東宝は「広島宝塚3」に改称。
- 1995年3月18日 - 新天地レジャービル5階の宝塚4（座席数200）を加え4館体制となる。
- 1997年7月12日 - 宝塚1にて『もののけ姫』公開。半年に及ぶロングランヒットを記録する。
- 2004年5月23日 - 宝塚4をサロンシネマなどを運営する「序破急」に譲渡（→シネツイン新天地）し3館体制に戻す。
- 2008年2月1日 - 運営会社が東宝関西興行から関西共栄興行に変更。
- 2011年
  - 6月 - 近隣のシネマコンプレックス[注釈 2]に客足を奪われたことや、建物の老朽化などの事情により閉館を発表する[4]。
  - 8月31日 - 午後6時42分終映の『コクリコ坂から』（宝塚1）をもって完全閉館。新天地劇場時代から60年の歴史に幕を下ろした。
- 2013年10月10日 - 広島宝塚会館跡地に広島東宝ビルが完成し、広島ZERO GATE（広島パルコ）及び、ワシントンホテルがオープンした。

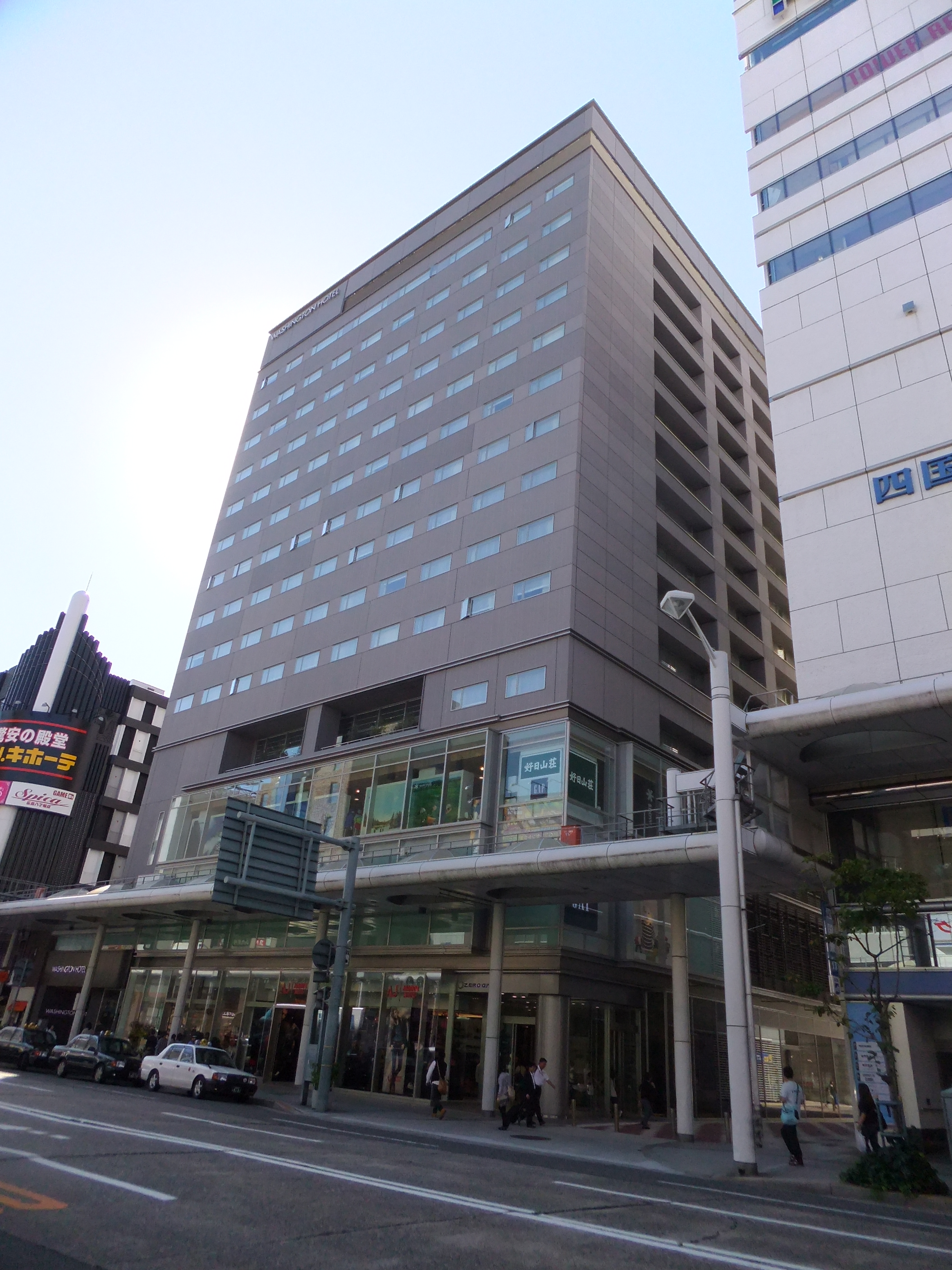
跡地に建設された広島ZERO GATE（広島東宝ビル）

## 各館の特徴

### 宝塚1
定員588人。常に洋画の大作と、ヒット予想の高い邦画を上映。TOHOシネマズ日劇スクリーン1、TOHOシネマズスカラ座系の作品が多かった。

### 宝塚2
定員62人。規模の小ささからか、主に宝塚1・3で上映された作品のムーブオーバー（続映）や、TOHOシネマズ限定上映作品（六本木ヒルズ系のTOHOシネマズ系チェーンやお台場シネマメディアージュ系のTOHOシネマズ単館作品）が上映されていた。3館内で唯一、定員入替制を導入しており、前売券・株主券などのチケットは、当日券（時間指定券）に引き替えてから入場するシステムとなっていた。

### 宝塚3
定員396人（車椅子用の2席を含む）。東宝邦画系作品（TOHOシネマズ日劇スクリーン2系列のチェーン）のみを上映。1ヵ月に1作程度の割合で、新作が公開されていた。
※ただし、ヒット予想の高い作品によっては、客入りなどで上映館が変わることもあった。
※サラウンドEXとDTSは宝塚2を除き対応していた。

## テナント
- 吉野家
- 土間土間 - お好み村のテナントビル「新天地プラザ」へ移転。
- SPINNS - 古着屋。本通へ移転。
- アントニオ猪木酒場
- 秋吉 - 焼き鳥屋。
- すし亭 - 中の棚へ移転。
- SUIREN - バー＆ダイニング。立町 のすき家のビルへ移転。

## かつて存在したテナント
- ロッテリア
- ユニクロ
- タイトーステーション - ゲームセンター。
- 東宝レコード
- やぐら茶屋
- エスカイヤクラブ

## アクセス
- 鉄道
  - 広島電鉄 - 八丁堀電停
- バス - 八丁堀バス停

ほか

## 周辺施設
- 旧ウィズワンダーランド - 旧いづみ八丁堀店。イズミのスーパー1号店であった。その後ショッピングモールのウィズワンダーランドとなった。2004年にはヤマダ電機となったが、ヤマダ電機移転後の現在は、ドン・キホーテとなっている。
- アリスガーデン
- 中央通り
- 広島パルコ（本館・新館）